# Friedrich Jahn (Mediziner, 1766)
Friedrich Jahn (* 25. Februar 1766 in Meiningen; † 19. Dezember 1813 ebenda) war ein deutscher Mediziner und Hofmedikus des Herzogtums Sachsen-Meiningen in Meiningen.

## Leben
Friedrich Jahn war der Sohn eines Apothekers und studierte ab 1784 Naturwissenschaften und Medizin an der Universität in Jena. Im Jahr 1787 wurde er in Jena promoviert. Friedrich Jahn wirkte später als praktischer Arzt und als Hofmedikus des Herzogtums Sachsen-Meiningen in Meiningen sowie als Arzt und Badearzt in Liebenstein. Sein wissenschaftlicher Schwerpunkt lag im Bereich der praktischen Medizin, Geburtshilfe und Kinderheilkunde.
Am 9. September 1789 wurde er mit dem akademischen Beinamen Japis III. unter der Matrikel-Nr. 890 als Mitglied in die Leopoldina aufgenommen.
Friedrich Jahn wurde 1813 Opfer einer zu dieser Zeit grassierenden Typhusepidemie.
Der Mediziner und Medizinhistoriker Ferdinand Jahn (1804–1859) und der Apotheker und Pomologe Franz Jahn (1806–1867) waren seine Söhne.

## Schriften
- Commentatio medico-obstetricia de utero retroverso. Jena 1787 (Digitalisat)
- Neues System der Kinderkrankheiten nach Brownischen Grundsätzen und Erfahrung ausgearbeitet. Langbein und Klüger, Arnstein und Rudolstadt 1803 (Digitalisat)
- Über den Keichhusten. Ein Beitrag zur Monographie desselben. Langbein und Klüger, Rudolstadt 1805 (Digitalisat)
- Klinik der chronischen Krankheiten. Nach eigenen Erfahrungen und Beobachtungen, und mit Berücksichtigung der bewährtesten Schriftsteller. Erfurt 1815 (Digitalisat)